# Red Bull Rampage
Die Red Bull Rampage ist ein Einladungswettkampf im MTB-Freeride, der seit 2001 in Utah ausgetragen wird. Der Wettbewerb wird von Red Bull gesponsert und im Live-Stream übertragen.

## Geschichte
Die Red Bull Rampage (deutsch: Red Bull Amoklauf) wurde erstmals im Jahr 2001 ausgetragen. Nach der Saison 2004 wurde der Wettbewerb zunächst eingestellt, da die Teilnehmer zu viel Risiko eingingen und die Verletzungsgefahr zu hoch wurde. Nach vier Jahren wurde die Rampage 2008 wiederbelebt, wobei durch Verwendung von Holzbohlen und Sandsäcken die Strecken sicherer wurden. Seit 2012 findet der Wettkampf jährlich statt. Mit der Zeit hat sich die Rampage zu einem der wichtigsten Wettkämpfe im Freeride entwickelt: das Preisgeld stieg von 8.000 $ im ersten Jahr auf inzwischen über 200.000 $.
Die Teilnahme an der Rampage ist nur nach Einladung durch die Veranstalter möglich. In den Anfangsjahren waren Freerider und ausgewählte Downhill-Fahrer vertreten, unter anderem Gee Atherton und Greg Minaar. Durch die zunehmende Spezialisierung nehmen heute meist nur noch Freerider teil. Einziger deutscher Teilnehmer war bisher Guido Tschugg in den Jahren 2004 und 2008.

## Wettkampf

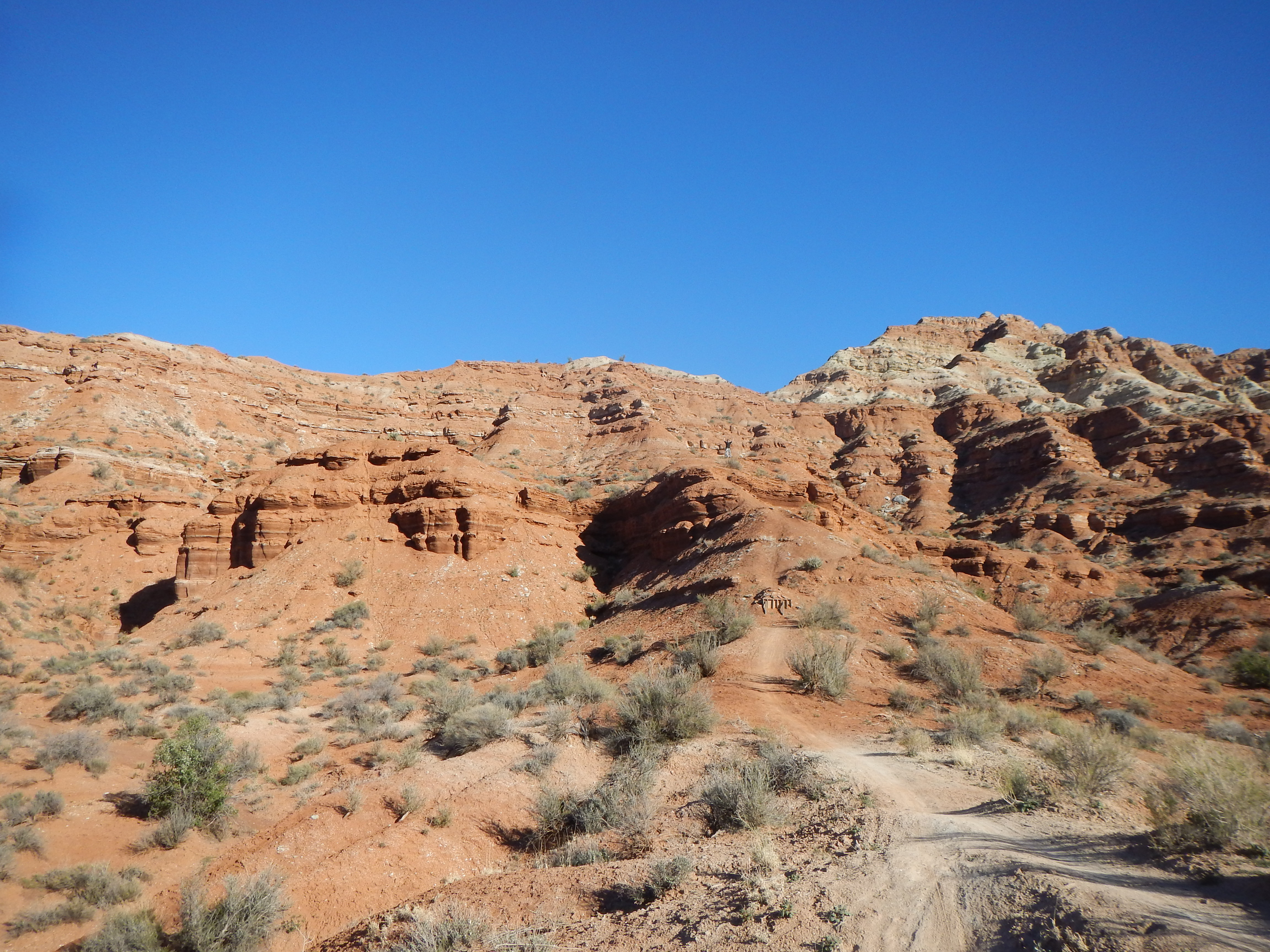
Ehemalige Rampage-Strecke

Austragungsort sind die Sandsteinfelsen in der Nähe des Zion-Nationalparks in der Wüste von Utah, wobei der unmittelbare Austragungsort von Jahr zu Jahr neu ist. Erst in den letzten Jahren ist die Rampage auch an ehemalige Austragungsorte zurückgekehrt.
Die Wettkampfstrecke liegt in freiem Gelände und besteht aus einem festen Startpunkt auf dem Berg und dem Ziel im Tal, dazwischen haben die Fahrer die freie Wahl der Linie (Line). Ziel ist es, innerhalb von drei Minuten die „Abfahrt“ auf anspruchsvoller Streckenführung mit möglichst hohen Sprüngen und schwierigen Tricks sicher und flüssig zu absolvieren.
Mit zwei Helfern dürfen die Fahrer vier Tage lang das Gelände für sich herrichten und ihre Line bauen. Nach einem Ruhetag darf vier Tage lang auf den gebauten Strecken trainiert werden. Am Wettkampftag haben die Fahrer zwei Versuche, von denen der bessere in die Wertung kommt. Von den Wertungsrichtern werden dabei die Line Choice (Linienwahl), Air und Amplitude (Höhe und Sauberkeit der Sprünge über die Klippen), die Tricks (Anzahl, Vielfalt und Schwierigkeit) sowie Fluidity und Style (Tempo, Flüssigkeit und Kontrolle) bewertet.

## Sieger
- 2024  Brandon Semenuk
- 2023  Cameron Zink
- 2022  Brett Rheeder
- 2021  Brandon Semenuk
- 2020  - abgesagt -
- 2019  Brandon Semenuk
- 2018  Brett Rheeder
- 2017  Kurt Sorge
- 2016  Brandon Semenuk
- 2015  Kurt Sorge
- 2014  Andreu Lacondeguy
- 2013  Kyle Strait
- 2012  Kurt Sorge
- 2010  Cameron Zink
- 2008  Brandon Semenuk
- 2004  Kyle Strait
- 2003  Cédric Gracia
- 2002  Tyler Klassen
- 2001  Wade Simmons